# Islandshöns

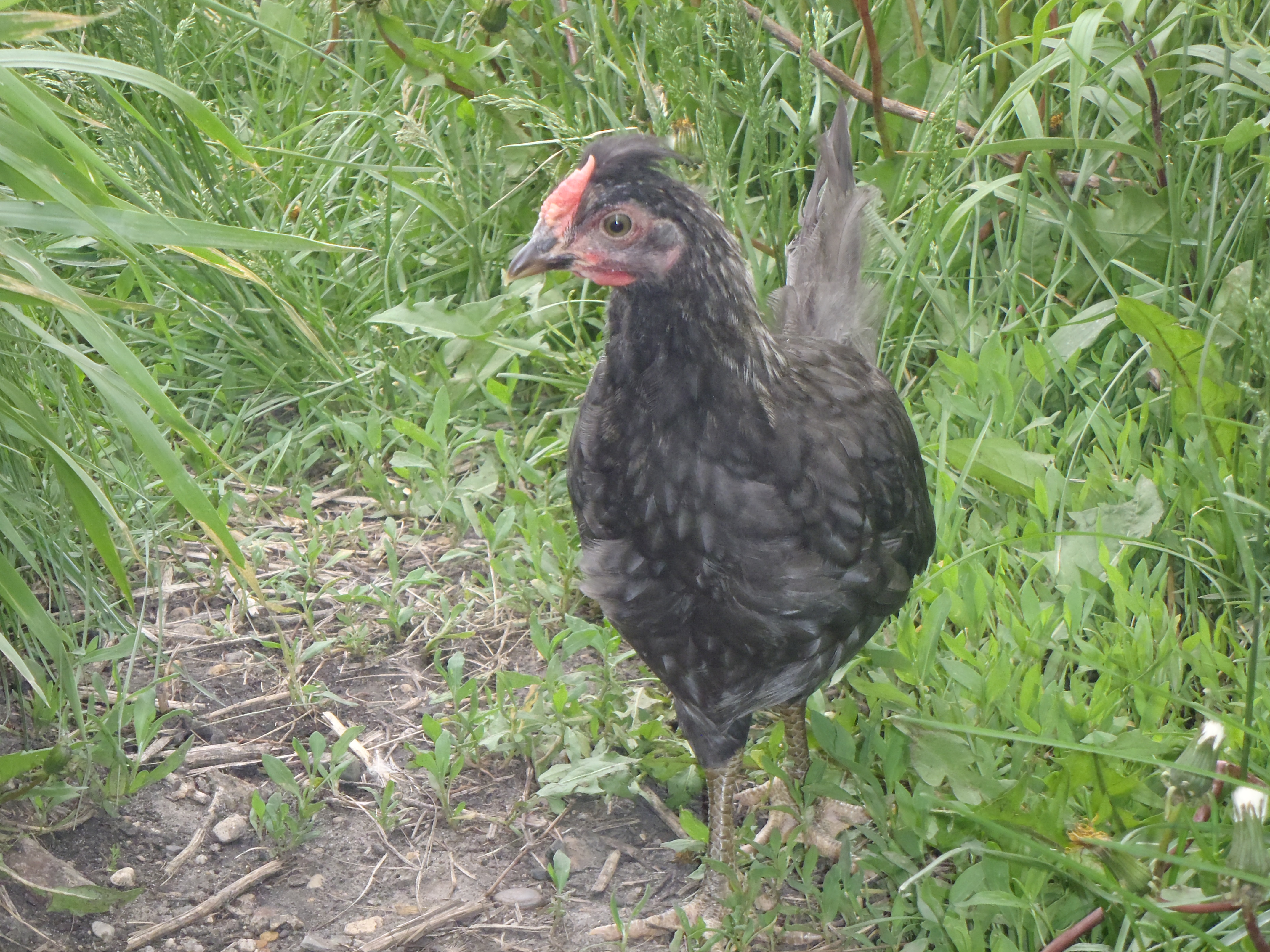
Tuppkyckling av islandsras.

Islandshöns är lantras av tamhöns ursprungligen från Island. Det är en mycket gammal ras som härstammar från tamhöns som kom till Island för 1 000 år sedan med vikingarna. Dessa höns har sedan utvecklats till Islands egna lantras.
Då de moderna värphönsen som till exempel Leghorn kom till Island blev islandshönsen nästan helt utkonkurrerade och hotades av utrotning. Några isländska bönder gick samman och lyckades rädda rasen och under senare tid har den blivit mer uppmärksammad igen. Det som gör de isländska hönsen populära är deras vackra utseende, ofta är ingen individ i en kull den andra lik. Rasen är frisk, härdig och tycker om att vara ute i alla väder.
I Sverige har rasen funnits sedan 1990-talet och finns nu i några stammar.
Rasen är medelstor, relativt högrest och väger runt 2 kilogram. Hönorna har ofta en fjäderbuske (crest) på huvudet. Tuppen har stor enkelkam och slör. Islandshöns kan ha olika färger, allt från vit, porslinsfärgad och viltfärgad till grå eller vetefärgad.
Rasen har ett trevligt temperament och är varken vilda eller slöa.
Bland ägare av islandshästar är det populärt att även ha en flock islandshöns. Dessa raser har hört ihop på isländska gårdar sedan urminnes tider.